# Dysderina abdita
Dysderina abdita là một loài nhện trong họ Oonopidae.
Loài này thuộc chi Dysderina. Dysderina abdita được Arthur M. Chickering miêu tả năm 1968.